# Walter Runeberg
Walter Magnus Runeberg (29. december 1838 – 23. december 1920) var tredje søn af Finlands nationalskjald Johan Ludvig Runeberg. Han blev født i Borgå, året efter at familien var flyttet hertil fra Helsinki. Han var opkaldt efter Walter Scott, som Runeberg beundrede meget. Efter en lidet succesrig skolegang og bestået studentereksamen helligede han sig til sidst billedhuggerkunsten, som var hans store interesse. Han begyndte sin kunstneriske uddannelse i Helsinki, hvor han fik undervisning af Carl Eneas Sjöstrand. Herefter fulgte studier ved Finska konstföreningens tegneskole i Åbo. 
I efteråret 1858 rejste han til København for at uddanne sig ved Kunstakademiet under Thorvaldsen-eleven Herman Wilhelm Bissens ledelse. Dér tilegnede Walter Runeberg sig en klassisk kunstopfattelse. Efter fire år i København flyttede han til Rom, den klassiske kunsts højsæde. Dér arbejdede han med undtagelse af et par års afbrud helt til 1876. Hans værker med klassiske motiver fra Rom-tiden er talrige. Bl.a. kan nævnes Kentauren Kiron lærer Akilleus at kaste spyd 1863, Den drukne Silenos støttet af to satyrer 1865, Psyke med zephyrerne 1872 og Psyke med lampen og dolken 1876. 
I efteråret 1876 flyttede Runeberg med familie til Paris, hvor han boede i sytten år. Nu udvikledes hans kunst i en mere realistisk retning, selv om han aldrig blev en egentlig realist. Han forlangte altid, at kunsten skulle være opløftende og smuk. Størstedelen af hans tid i Paris var optaget af arbejdet med statuen af hans far, som afsløredes i Helsinki 1885 og i fødebyen Borgå samme år; statuen af Per Brahe, som blev afsløret i Åbo 1888 og i mindre format i Brahestad – og tsar Alexander 2. af Ruslands monument, som afsløredes på Seanatstorget i Helsinki 1894. Han lavede også mange portrætbuster af kendte kulturpersoner i Norden. 
I årene 1893-96 boede Walter Runeberg i København og flyttede derefter til Helsinki. Han havde da boet lige ved fyrre år i udlandet. Han døde den 23. december 1920 og var da én af Nordens førende billedhuggere.